# Calophyllum venulosum
Calophyllum venulosum är en tvåhjärtbladig växtart som beskrevs av Heinrich Zollinger. Calophyllum venulosum ingår i släktet Calophyllum och familjen Calophyllaceae. Utöver nominatformen finns också underarten C. v. tenuivenium.